# Heaven & Earth (box set)
Heaven & Earth (podtytuł: King Crimson: Studio, Live Audio and Audio-Visual 1997 – 2008) – box set King Crimson, wydany 7 czerwca 2019 roku nakładem Discipline Global Mobile jako siódmy album serii wydawniczej King Crimson Boxed Set; wchodzi też w skład serii: King Crimson 40th Anniversary Series oraz King Crimson 50th Anniversary.

## Historia i zawartość box setu
Box set Heaven & Earth dokumentuje nagrania studyjne i koncertowe King Crimson oraz projektów pobocznych, znanych jako ProjeKcts, które wyłoniły się z podwójnego tria z czasów realizacji albumu THRAK. ProjeKcts działały przez kilka lat w rozmaitych konfiguracjach (jako duety, tria i kwartety) eksplorując pomysły muzyczne przeznaczone dla ewentualnych, przyszłych wcieleń King Crimson. Ich skład tworzyli: Robert Fripp, Adrian Belew (gitara, śpiew) oraz Trey Gunn (gitara basowa, Touch guitar) i Pat Mastelotto (perkusja elektroniczna i akustyczna). Wśród zestawu płyt Heaven & Earth znalazły się dwa zremasterowane albumy studyjne King Crimson: The ConstruKction of Light (2000) i The Power to Believe (2003), wydane w formacie CD oraz DVD-A i BD, a także dwie EP-ki: Level Five (2001) i Happy with What You Have to Be Happy with (2002). Zestaw płyt stanowi najobszerniejszą jak dotąd (2019) kolekcję w serii obejmującą okres od grudnia 1997 do sierpnia 2008 roku. Został umieszczony w 12-calowym pudełku z dołączoną 40-stronicową książeczką, pamiątkami i nowymi informacjami na obwolucie autorstwa Roberta Frippa, Sida Smitha i informacjami audio Davida Singletona.

## Płyty
Lista i informacje według Discogs oraz opisów poszczególnych płyt:

### CD
| 1.  | ProzaKc Blues                                       | 5:26  |
|     |                                                     |       |
| 2.  | The ConstruKction Of Light                          | 5:48  |
|     |                                                     |       |
| 3.  | The ConstruKction Of Light                          | 2:57  |
|     |                                                     |       |
| 4.  | Into The Frying Pan (Intro)                         | 1:10  |
|     |                                                     |       |
| 5.  | Into The Frying Pan                                 | 7:02  |
|     |                                                     |       |
| 6.  | FraKctured                                          | 9:21  |
|     |                                                     |       |
| 7.  | The World's My Oyster Soup Kitchen Floor Wax Museum | 6:23  |
|     |                                                     |       |
| 8.  | Larks' Tongues In Aspic: Part IV – I                | 3:42  |
|     |                                                     |       |
| 9.  | Larks' Tongues In Aspic: Part IV – II               | 2:50  |
|     |                                                     |       |
| 10. | Larks' Tongues In Aspic: Part IV – III              | 2:36  |
|     |                                                     |       |
| 11. | Coda: I Have A Dream                                | 4:56  |
|     |                                                     |       |
| 12. | Heaven And Earth (ProjeKct X)                       | 7:48  |
|     |                                                     |       |
|     |                                                     | 59:59 |
|     |                                                     |       |

| 1.  | Bude                                      | 0:26    |
|     |                                           |         |
| 2.  | Happy With What You Have To Be Happy With | 3:54    |
|     |                                           |         |
| 3.  | Mie Gakure                                | 2:18    |
|     |                                           |         |
| 4.  | She Shudders                              | 0:36    |
|     |                                           |         |
| 5.  | Eyes Wide Open (Acoustic Version)         | 4:08    |
|     |                                           |         |
| 6.  | ShoGaNai                                  | 2:54    |
|     |                                           |         |
| 7.  | I Ran                                     | 0:40    |
|     |                                           |         |
| 8.  | Potato Pie                                | 5:03    |
|     |                                           |         |
| 9.  | Larks' Tongues In Aspic: Part IV          | 10:27   |
|     |                                           |         |
| 10. | Clouds                                    | 0:42    |
|     |                                           |         |
| 11. | Einstein's Relatives                      | 3:18    |
|     |                                           |         |
| 12. | Dangerous Curves                          | 5:38    |
|     |                                           |         |
| 13. | Level Five                                | 8:36    |
|     |                                           |         |
| 14. | Virtuous Circle                           | 10:00   |
|     |                                           |         |
| 15. | The ConstruKction Of Light                | 8:23    |
|     |                                           |         |
| 16. | The Deception Of The Thrush               | 6:46    |
|     |                                           |         |
| 17. | Improv: ProjeKct X                        | 5:24    |
|     |                                           |         |
|     |                                           | 1:19:13 |
|     |                                           |         |

| 1.  | The Power To Believe I: A Cappella        | 0:44    |
|     |                                           |         |
| 2.  | Level Five                                | 7:15    |
|     |                                           |         |
| 3.  | Eyes Wide Open                            | 4:11    |
|     |                                           |         |
| 4.  | EleKtriK                                  | 8:00    |
|     |                                           |         |
| 5.  | Facts Of Life: Intro                      | 1:39    |
|     |                                           |         |
| 6.  | Facts Of Life                             | 5:06    |
|     |                                           |         |
| 7.  | The Power To Believe II                   | 7:44    |
|     |                                           |         |
| 8.  | Dangerous Curve                           | 6:43    |
|     |                                           |         |
| 9.  | Happy With What You Have To Be Happy With | 3:18    |
|     |                                           |         |
| 10. | The Power To Believe III                  | 4:10    |
|     |                                           |         |
| 11. | The Power To Believe IV: Coda             | 2:51    |
|     | Bonus Tracks                              |         |
| 12. | Sus-tayn-Z I                              | 5:00    |
|     |                                           |         |
| 13. | Superslow                                 | 3:38    |
|     |                                           |         |
| 14. | Sus-tayn-Z II                             | 4:16    |
|     |                                           |         |
|     |                                           | 1:04:35 |
|     |                                           |         |

| 1.  | 4 i 1  | 6:30    |
|     |        |         |
| 2.  | 4 i 2  | 7:00    |
|     |        |         |
| 3.  | 4 i 3  | 10:42   |
|     |        |         |
| 4.  | 4 i 4  | 11:03   |
|     |        |         |
| 5.  | 4 i 6  | 3:39    |
|     |        |         |
| 6.  | 4 ii 1 | 7:06    |
|     |        |         |
| 7.  | 4 ii 2 | 7:51    |
|     |        |         |
| 8.  | 4 ii 4 | 8:38    |
|     |        |         |
| 9.  | 4 ii 5 | 7:03    |
|     |        |         |
| 10. | 4 ii 6 | 9:43    |
|     |        |         |
|     |        | 1:19:15 |
|     |        |         |

| 1.  | Introductory Soundscape            | 3:37    |
|     |                                    |         |
| 2.  | House I                            | 9:01    |
|     |                                    |         |
| 3.  | Heavy ConstruKction                | 6:38    |
|     |                                    |         |
| 4.  | Vector Drift                       | 4:17    |
|     |                                    |         |
| 5.  | Light ConstruKction                | 7:23    |
|     |                                    |         |
| 6.  | Live Groove                        | 6:01    |
|     |                                    |         |
| 7.  | X-chayn-jiZ                        | 11:42   |
|     |                                    |         |
| 8.  | Sector Patrol                      | 4:42    |
|     |                                    |         |
| 9.  | Vector Shift To Planet Belewbeloid | 0:30    |
|     |                                    |         |
| 10. | Contrary ConstruKction             | 7:08    |
|     |                                    |         |
| 11. | The Deception Of The Thrush        | 8:18    |
|     |                                    |         |
| 12. | VROOOM                             | 2:39    |
|     |                                    |         |
|     |                                    | 1:11:56 |
|     |                                    |         |

| 1. | Heavy ConstruKction         | 25:56   |
|    |                             |         |
| 2. | Improv I                    | 8:27    |
|    |                             |         |
| 3. | ProjeKction                 | 7:41    |
|    |                             |         |
| 4. | The Deception Of The Thrush | 9:21    |
|    |                             |         |
| 5. | Hindu Fizz                  | 9:31    |
|    |                             |         |
| 6. | Improv II                   | 2:30    |
|    |                             |         |
| 7. | Seizure                     | 14:11   |
|    |                             |         |
|    |                             | 1:17:37 |
|    |                             |         |

| 1. | Masque 3                    | 13:55   |
|    |                             |         |
| 2. | X-chayn-jiZ                 | 7:54    |
|    |                             |         |
| 3. | CCCCCCs                     | 9:45    |
|    |                             |         |
| 4. | Heavy ConstruKction         | 10:10   |
|    |                             |         |
| 5. | Masque 8                    | 6:28    |
|    |                             |         |
| 6. | Masque 11                   | 10:08   |
|    |                             |         |
| 7. | ProjeKction                 | 6:51    |
|    |                             |         |
| 8. | The Deception Of The Thrush | 8:21    |
|    |                             |         |
|    |                             | 1:13:32 |
|    |                             |         |

| 1. | Improv: Principio Mastelottico (Madrid)                                  | 4:11  |
|    |                                                                          |       |
| 2. | ProzaKc Blues                                                            | 5:27  |
|    |                                                                          |       |
| 3. | Improv: Blasticus SS Blastica                                            | 11:08 |
|    |                                                                          |       |
| 4. | The ConstruKction Of Light                                               | 8:10  |
|    |                                                                          |       |
| 5. | Improv: Tomorrow Never Knows Thela (incl. Tomorrow Never Knows) (Warsaw) | 10:46 |
|    |                                                                          |       |
| 6. | Into The Frying Pan                                                      | 6:16  |
|    |                                                                          |       |
| 7. | Improv: Heaven C Blasticum (Legnano)                                     | 9:59  |
|    |                                                                          |       |
|    |                                                                          | 55:57 |
|    |                                                                          |       |

| 1. | Improv: Crim Chill Thrill (San Sebastian)       | 5:42  |
|    |                                                 |       |
| 2. | One Time                                        | 5:23  |
|    |                                                 |       |
| 3. | Improv: Mastelotto Maximatamus Est (Conegliano) | 6:15  |
|    |                                                 |       |
| 4. | Three Of A Perfect Pair                         | 3:21  |
|    |                                                 |       |
| 5. | Improv: El Groovistico SS Blasticus (Barcelona) | 12:56 |
|    |                                                 |       |
| 6. | Sex Sleep Eat Drink Dream                       | 4:53  |
|    |                                                 |       |
| 7. | Improv: C Chill Unchill (Rome)                  | 7:37  |
|    |                                                 |       |
| 8. | Cage                                            | 4:03  |
|    |                                                 |       |
|    |                                                 | 50:10 |
|    |                                                 |       |

| 1. | Improv: Heaven Groovistica (Copenhagen)             | 9:33  |
|    |                                                     |       |
| 2. | The World's My Oyster Soup Kitchen Floor Wax Museum | 6:57  |
|    |                                                     |       |
| 3. | Improv: C Blasticum                                 | 6:18  |
|    |                                                     |       |
| 4. | Larks' Tongues In Aspic: Part IV                    | 11:13 |
|    |                                                     |       |
| 5. | Improv: Mastelotticus SS Blasticus (Rome)           | 11:29 |
|    |                                                     |       |
| 6. | The Deception Of The Thrush                         | 8:41  |
|    |                                                     |       |
|    |                                                     | 54:11 |
|    |                                                     |       |

| 1. | The ConstruKction Of Light       | 8:48  |
|    |                                  |       |
| 2. | Into The Frying Pan              | 6:34  |
|    |                                  |       |
| 3. | Level Five                       | 7:58  |
|    |                                  |       |
| 4. | The Deception Of the Thrush      | 7:25  |
|    |                                  |       |
| 5. | Dangerous Curves                 | 4:59  |
|    |                                  |       |
| 6. | Larks' Tongues In Aspic: Part IV | 10:26 |
|    |                                  |       |
| 7. | Thela Hun Ginjeet                | 5:18  |
|    |                                  |       |
| 8. | Adrian Announcement              | 0:40  |
|    |                                  |       |
| 9. | Red                              | 6:20  |
|    |                                  |       |
|    |                                  | 58:28 |
|    |                                  |       |

| 1. | Introductory Soundscape    | 3:48  |
|    |                            |       |
| 2. | Dangerous Curves           | 5:04  |
|    |                            |       |
| 3. | Into The Frying Pan        | 6:23  |
|    |                            |       |
| 4. | Adrian Announcement        | 0:33  |
|    |                            |       |
| 5. | EleKtriK                   | 8:12  |
|    |                            |       |
| 6. | The ConstruKction Of Light | 9:10  |
|    |                            |       |
| 7. | Dinosaur                   | 5:18  |
|    |                            |       |
| 8. | Thela Hun Ginjeet          | 5:11  |
|    |                            |       |
|    |                            | 43:39 |
|    |                            |       |

| 1. | Virtuous Circle                  | 9:20  |
|    |                                  |       |
| 2. | Larks' Tongues In Aspic: Part IV | 12:22 |
|    |                                  |       |
| 3. | The Deception Of the Thrush      | 8:07  |
|    |                                  |       |
| 4. | Level Five                       | 10:44 |
|    |                                  |       |
| 5. | Red                              | 6:13  |
|    |                                  |       |
|    |                                  | 46:46 |
|    |                                  |       |

| 1.  | Introductory Soundscape                             | 5:05    |
|     |                                                     |         |
| 2.  | The Power To Believe I: A Cappella                  | 0:42    |
|     |                                                     |         |
| 3.  | Level Five                                          | 7:23    |
|     |                                                     |         |
| 4.  | ProzaKc Blues                                       | 6:01    |
|     |                                                     |         |
| 5.  | EleKtriK                                            | 8:02    |
|     |                                                     |         |
| 6.  | Happy With What You Have To Be Happy With           | 4:15    |
|     |                                                     |         |
| 7.  | One Time                                            | 6:01    |
|     |                                                     |         |
| 8.  | Facts Of Life                                       | 5:30    |
|     |                                                     |         |
| 9.  | The Power To Believe II: Power Circle               | 8:45    |
|     |                                                     |         |
| 10. | Dangerous Curves                                    | 6:03    |
|     |                                                     |         |
| 11. | Larks' Tongues In Aspic: Part IV                    | 10:34   |
|     |                                                     |         |
| 12. | The World's My Oyster Soup Kitchen Floor Wax Museum | 6:32    |
|     |                                                     |         |
|     |                                                     | 1:14:53 |
|     |                                                     |         |

| 1. | The Power To Believe I                    | 0:45  |
|    |                                           |       |
| 2. | Level Five                                | 7:17  |
|    |                                           |       |
| 3. | The ConstruKction Of Light                | 9:21  |
|    |                                           |       |
| 4. | Facts Of Life                             | 5:49  |
|    |                                           |       |
| 5. | EleKtriK                                  | 7:52  |
|    |                                           |       |
| 6. | The Power To Believe II                   | 8:16  |
|    |                                           |       |
| 7. | Dinosaur                                  | 7:05  |
|    |                                           |       |
| 8. | One Time                                  | 7:41  |
|    |                                           |       |
| 9. | Happy With What You Have To Be Happy With | 3:52  |
|    |                                           |       |
|    |                                           | 57:58 |
|    |                                           |       |

| 1. | Dangerous Curves                 | 6:02  |
|    |                                  |       |
| 2. | Larks' Tongues In Aspic: Part IV | 10:35 |
|    |                                  |       |
| 3. | The Power To Believe III         | 8:27  |
|    |                                  |       |
| 4. | Elephant Talk                    | 4:51  |
|    |                                  |       |
| 5. | RF Announcement                  | 1:46  |
|    |                                  |       |
| 6. | Adrian Announcement              | 0:44  |
|    |                                  |       |
| 7. | Red                              | 6:44  |
|    |                                  |       |
|    |                                  | 39:09 |
|    |                                  |       |

| 1.  | Introductory Soundscape    | 3:39  |
|     |                            |       |
| 2.  | Drum Duet                  | 2:24  |
|     |                            |       |
| 3.  | The ConstruKction Of Light | 8:44  |
|     |                            |       |
| 4.  | Red                        | 6:33  |
|     |                            |       |
| 5.  | Frame By Frame             | 5:26  |
|     |                            |       |
| 6.  | Neurotica                  | 4:56  |
|     |                            |       |
| 7.  | Three Of A Perfect Pair    | 4:10  |
|     |                            |       |
| 8.  | Sleepless                  | 6:07  |
|     |                            |       |
| 9.  | VROOOM                     | 4:34  |
|     |                            |       |
| 10. | Coda: Marine 475           | 2:52  |
|     |                            |       |
| 11. | One Time                   | 6:49  |
|     |                            |       |
| 12. | B'Boom                     | 3:35  |
|     |                            |       |
|     |                            | 59:49 |
|     |                            |       |

| 1. | Dinosaur                          | 5:43  |
|    |                                   |       |
| 2. | Level Five                        | 6:36  |
|    |                                   |       |
| 3. | The Talking Drum                  | 3:14  |
|    |                                   |       |
| 4. | Larks' Tongues In Aspic: Part Two | 8:56  |
|    |                                   |       |
| 5. | Drum Duet                         | 4:48  |
|    |                                   |       |
| 6. | Thela Hun Ginjeet                 | 8:57  |
|    |                                   |       |
| 7. | Elephant Talk                     | 5:11  |
|    |                                   |       |
| 8. | Indiscipline                      | 9:00  |
|    |                                   |       |
|    |                                   | 52:25 |
|    |                                   |       |

### DVD

#### Disc 19: The ReconstruKction Of Light
| The ReconstruKction Of Light (2019 PCM Stereo) 1. ProzaKc Blues 2. The ConstruKction Of Light 3. Into The Frying Pan 4. FraKctured 5. The World’s My Oyster Soup Kitchen Floor Wax Museum 6. Larks' Tongues In Aspic: Part IV 7. Coda: I Have A Dream 8. ProjeKct X – Heaven And Earth The ReconstruKction Of Light (2019 DTS 5.1) 1. ProzaKc Blues 2. The ConstruKction Of Light 3. Into The Frying Pan 4. FraKctured 5. The World’s My Oyster Soup Kitchen Floor Wax Museum 6. Larks' Tongues In Aspic: Part IV 7. Coda: I Have A Dream 8. ProjeKct X – Heaven And Earth The ConstruKction Of Light (Original PCM Stereo) 1. ProzaKc Blues 2. The ConstruKction Of Light 3. Into The Frying Pan 4. FraKctured 5. The World's My Oyster Soup Kitchen Floor Wax Museum 6. Larks' Tongues In Aspic: Part IV 7. Coda: I Have A Dream 8. ProjeKct X – Heaven And Earth | Additional Material: ProjeKct X – Heaven And Earth (PCM Stereo) 1. The Business Of Pleasure 2. Hat In The Middle 3. Side Window 4. Maximizer 5. Strange Ears (Aging Rapidly) 6. Overhead Floor Mats Under Toe 7. Six O’Clock 8. Superbottomfeeder 9. One E And 10. Two Awkward Moments 11. Demolition 12. Conversation Pit 13. Cin Alayl 14. Heaven And Earth 15. Belew Jay Way |

#### Disc 20: The Power To Believe
| The Power To Believe (2019 Master) 1. The Power To Believe I: A Cappella 2. Level Five 3. Eyes Wide Open 4. EleKtriK 5. Facts Of Life: Intro 6. Facts Of Life 7. The Power To Believe II 8. Dangerous Curves 9. Happy With What You Have To Be Happy With 10. The Power To Believe III 11. The Power To Believe IV: Coda Bonus tracks: 12. Sus-tayn-Z I 13. Superslow 14. Sus-tayn-Z II The Power To Believe (2003) 1. The Power To Believe I: A Cappella 2. Level Five 3. Eyes Wide Open 4. EleKtriK 5. Facts Of Life: Intro 6. Facts Of Life 7. The Power To Believe II 8. Dangerous Curves 9. Happy With What You Have To Be Happy With 10. The Power To Believe III 11. The Power To Believe IV: Coda | Additional Material: Happy With What You Have To Be Happy With 1. Bude 2. Happy With What You Have To Be Happy With 3. Mie Gakure 4. She Shudders 5. Eyes Wide Open 6. ShoGaNai 7. I Ran 8. Potato Pie 9. Larks' Tongues In Aspic Part IV 10. Clouds 11. Einstein's Relatives Level Five (PCM Stereo) 1. Dangerous Curves 2. Level Five 3. Virtuous Circle 4. The ConstruKction Of Light 5. The Deception Of The Thrush 6. Improv: ProjeKct X |

### BD

#### Disc 21: Blu-ray disc – The ProjeKcts Vol. I
ProjeKct One: December 1, 1997 The Jazz Cafe, London
1. 1 i 1
2. 1 i 2
3. 1 i 3
4. 1 i 4
5. 1 i 5
6. 1 i 6
7. 1 ii 1
8. 1 ii 2
9. 1 ii 3
10. 1 ii 4
11. 1 ii 5
12. 1 ii 6
13. 1 ii 7

ProjeKct One: December 2, 1997 The Jazz Cafe, London
1. 2 i 1
2. 2 i 2
3. 2 i 3
4. 2 i 4
5. 2 i 5
6. 2 i 6
7. 2 i 7
8. 2 ii 1
9. 2 ii 2
10. 2 ii 3
11. 2 ii 4
12. 2 ii 5

ProjeKct One: December 3, 1997 The Jazz Cafe, London
1. 3 i 1
2. 3 i 2
3. 3 i 3
4. 3 i 4
5. 3 i 5
6. 3 ii 1
7. 3 ii 2
8. 3 ii 3
9. 3 ii 4
10. 3 ii 5
11. 3 ii 6
12. 3 ii 7

ProjeKct One: December 4, 1997 The Jazz Cafe, London
1. 4 i 1
2. 4 i 2
3. 4 i 3
4. 4 i 4
5. 4 i 5
6. 4 i 6
7. Interrupted Announcement
8. 4 ii 1
9. 4 ii 2
10. 4 ii 3
11. 4 ii 4
12. 4 ii 5
13. 4 ii 6

ProjeKct Three: March 21, 1999 Electric Lounge, Austin
1. Introductory Soundscape
2. Hindu Fizz
3. Sus tayn
4. Foot Note
5. X chayn jiZ
6. Seizure
7. Super Slow Deception Of The Thrush
8. ProjeKction
9. Heavy ConstruKction

ProjeKct Three: March 22, 1999 Cactus Café, Austin
1. Introductory Soundscape
2. Hindu Fizz
3. Sus tayn Z
4. Cactus Masque
5. Super Slow
6. ProjeKction
7. Heavy ConstruKction
8. The Deception Of The Thrush

ProjeKct Three: March 23, 1999 Cactus Café, Austin
1. Masque 3
2. X Chayn Jiz
3. CCCCCs
4. Heavy ConstruKction
5. Introductory Soundscape
6. Masque 8
7. Masque 11
8. Light ConstruKction
9. ProjeKction
10. The Deception Of The Thrush

ProjeKct Three: March 24, 1999 Poor David's, Dallas
1. Masque 1
2. Contrary ConstruKction
3. Seizure
4. The Deception Of The Thrush
5. Heavy ConstruKction
6. Introductory Soundscape
7. Masque 5
8. Masque 11
9. Light ConstruKction
10. ProjeKction
11. VROOOM

ProjeKct Three: March 25, 1999 Antoines, Austin
1. Beatbox
2. Super Slow
3. X chayn jiZ
4. Hindu Fizz
5. Heavy ConstruKction
6. Introductory Soundscape
7. Seven Teas
8. Light ConstruKction
9. Four Over Five
10. Seizure
11. ProjeKction
12. The Deception Of The Thrush

ProjeKct Four: October 23, 1998 Fox Theatre, Boulder
1. Ghost (part 1)
2. Seizure
3. Ghost
4. Heavy ConstruKction
5. The Deception Of The Thrush
6. Ghost Pt III
7. Light ConstruKction

ProjeKct Four: October 24, 1998 Fox Theatre, Boulder
1. Ghost (part 1)
2. Seizure
3. Deception Of The Thrush
4. Ghost Pt II
5. Light ConstruKction
6. Contrary ConstruKction
7. VROOOM

ProjeKct Four: October 27, 1998 Richard's On Richards, Vancouver
1. Vancouver Set One
2. On Acceptance Introduction
3. Seizure
4. Deception Of The Thrush
5. Hindu Fizz
6. VROOOM

ProjeKct Four: October 28, 1998 The Fenix, Seattle
1. Seizure
2. Light ConstruKction
3. Ghost Pt I
4. Heavy ConstruKction
5. Deception Of The Thrush
6. X chayn jiZ
7. Ghost Pt II
8. ProjeKction
9. VROOOM

ProjeKct Four: October 30, 1998 Crystal Ballroom, Portland
1. Drum And Bass
2. Heavy ConstruKction
3. Ghost
4. Super Slow X chayn jiZ
5. Light ConstruKction
6. Improv Two Sticks
7. Seizure
8. Deception Of The Thrush
9. ProjeKction
10. VROOOM

ProjeKct Four: November 1, 1998 7th Note, San Francisco
1. Ghost
2. Heavy ConstruKction
3. Light ConstruKction
4. Deception Of The Thrush
5. Seizure
6. Ghost Pt III
7. ProjeKction
8. VROOOM

ProjeKct Four: November 2, 1998 7th Note, San Francisco
1. Heavy ConstruKction
2. Improv I
3. ProjeKction
4. The Deception Of The Thrush
5. Hindu Fizz
6. Improv II
7. Seizure
8. VROOOM

ProjeKct Six: October 5, 2006 Berklee Performance Center, Boston
1. Threshold Knock Knock Who's There Boston
2. Time Groove Boston
3. Time Groove Boston II
4. Queer Jazz Boston
5. Threshold P6 Boston
6. Berklee Strut Boston
7. End Time Boston

ProjeKct Six: October 6, 2006 Nokia Theatre, New York
1. Threshold Knock Knock Whos There NYC
2. Time Groove NYC
3. Mission Possible NYC
4. Space Threshold NYC
5. Queer Jazz NYC
6. Persian E NYC
7. End Time NYC

ProjeKct Six: October 7, 2006 Keswick Theatre, Glenside
1. Threshold Knock Knock Whos There Keswick
2. Persian E Keswick
3. Time Groove Keswick
4. Queer Jazz Keswick
5. Mission Possible Keswick
6. End Time Keswick

ProjeKct Six: October 8, 2006 State Theatre, Falls Church
1. Threshold Knock Knock Whos There Falls Church
2. Persian E Falls Church
3. Time Groove Falls Church
4. Queer Jazz Falls Church
5. Threshold P6 Falls Church
6. Mission Possible Falls Church
7. End Time Falls Church

Additional Material: ProjeKcts On CD
ProjeKct Two - Space Groove (1998)
1. Space Groove II
2. Space Groove III
3. Space Groove I
4. Happy Hour On Planet Zarg
5. Is There Life On Zarg?
6. Low Life In Sector Q-3
7. Sector Shift
8. Laura In Space
9. Sector Drift
10. Sector Patrol
11. In Space There Is No North, In Space There Is No South,
In Space There Is No East, In Space There Is No West
12. Vector Patrol
13. Deserts Of Arcadia (North)
14. Deserts Of Arcadia (South)
15. Snake Drummers Of Sector Q-3
16. Escape From Sagittarius A
17. Return To Station B

The ProjeKcts Box (1999)

I ProjeKct One - Live At The Jazz Cafe
1. 4 i 1
2. 4 ii 1
3. 1 ii 2
4. 4 ii 4
5. 2 ii 3
6. 3 i 2
7. 3 ii 2
8. 2 ii 4
9. 4 i 3

II ProjeKct Two - Live Groove
1. Sus-tayn-Z
2. Heavy ConstruKction
3. The Deception Of The Thrush
4. X-chayn-jiZ
5. Light ConstruKction
6. Vector Shift To Planet Detroit
7. Contrary ConstruKction
8. Live Groove
9. Vector Shift To Planet Belewbeloid
10. 21st Century Schizoid Man
11. Where's The Camera?

III ProjeKct Three - Masque
1. Masque 1
2. Masque 2
3. Masque 3
4. Masque 4
5. Masque 5
6. Masque 6
7. Masque 7
8. Masque 8
9. Masque 9
10. Masque 10
11. Masque 11
12. Masque 12
13. Masque 13
14. Masque 14

IV ProjeKct Four - The West Coast Live
1. Ghost (Part 1)
2. Ghost (Part 1)
3. Ghost (Part 1)
4. Ghost (Part 1)
5. Deception Of The Thrush
6. Hindu Fizz
7. ProjeKction
8. Ghost (Part 2)
9. Ghost (Part 2)
10. Ghost (Part 2)
11. Ghost (Part 2)
12. Ghost (Part 2)
13. Light ConstruKction

ProjeKct One - Jazz Cafe Suite (CLUB22) (2003)
1. Suite One
2. Suite Two
3. Suite Three

ProjeKct X - Heaven And Earth (2000)
1. The Business Of Pleasure
2. Hat In The Middle
3. Side Window
4. Maximizer
5. Strange Ears (Aging Rapidly)
6. Overhead Floor Mats Under Toe
7. Six O’Clock
8. Superbottomfeeder
9. One E And
10. Two Awkward Moments
11. Demolition
12. Conversation
13. Çin Alayi
14. Heaven And Earth
15. Belew Jay Way

BPM&M - XtraKcts & ArtifaKcts (2001)
1. Hello Ghost
2. The Irresistible Blowtorch
3. What Were You Expecting?
4. What? Coda
5. Brutal Ecstasy (With This Fuzzbox)
6. Cracker Barrel
7. Multi Vibrator
8. Parallax Distortion
9. Slow Blow
10. elloH gHost
11. Bonkers
12. Monkey Mind
13. Your Head Is In My Hands
14. Cranial Interium
15. Brutal Coda
16. Danpen

Rieflin, Fripp, Gunn
The Repercussions Of Angelic Behaviour (1999)
1. Strangers On A Train?
2. Blast, Pt. 1
3. Lost And Found Highway
4. Hootenanny At The Pink Pussycat Café
5. Heard, Not Seen
6. Blast, Pt. 2
7. Retarded (With Steam)
8. Re-Entry
9. Brown Soufflé
10. Last Stop

#### Disc 22: Blu-ray disc – The ProjeKcts Vol. II: ProjeKct Two
February 18 & 19, 1998 Rehearsals, Studio Belew
1. Space Groove IV
2. Happy Hour On Planet Zarg
3. Space Groove V
4. Bees On Mars
5. The Thrush Deceiver
6. X chayn jiZ
7. Vector Shift
8. Fall Of The House Of Zarg
9. Nuages Pt II
10. Snake Charmers Of Sector Q3
11. Sunset On Planet Zarg

February 20, 1998 The Cannery, Nashville
1. Announcement
2. Live Groove
3. Sector Shift
4. House II
5. The Deception Of The Thrush
6. Sector Patrol
7. Happy Hour On Planet Zarg
8. Sector Drift
9. House I
10. Live Groove Reprise

March 18, 1998 Ventura Theatre, Ventura
1. Introductory Soundscape
2. Live Groove
3. Happy Hour On Planet Zarg
4. Sector Shift
5. House I
6. Light ConstruKction
7. Vector Shift To Intermission
8. The Deception Of The Thrush
9. X chayn jiZ
10. Sector Patrol
11. Vector Patrol In Sector Q3
12. Contrary ConstruKction
13. Sector Shift
14. House II
15. VROOOM
16. Search Patrol In Sector Q3

March 20, 1998 Palookaville, Santa Cruz
1. Introductory Soundscape
2. Sector Dhift
3. Live Groove
4. Search For Planet Zarg
5. Sector Shift
6. House I
7. Vector Shift
8. Light ConstruKction
9. Low Life On Sagittarius A
10. The Deception Of The Thrush
11. Vector Shift To Planet Belewbeloid
12. X chayn jiZ
13. Vector Drift
14. Contrary ConstruKction
15. VROOOM

March 21, 1998 Great American Music Hall, San Francisco
1. Introductory Soundscape
2. Live Groove
3. House I
4. Sector Shift I
5. X chayn jiZ
6. Happy Hour On Planet Zarg
7. Deserts Of Arcadia East
8. Deception Of The Thrush
9. Sector Shift II
10. House II
11. Sector Shift III
12. Deserts Of Planet Zarg
13. ProjeKction
14. RF Announcement
15. VROOOM

March 22, 1998 Great American Music Hall, San Francisco
1. Introductory Soundscape
2. Escape From Sagittarius B
3. Sector Shift I
4. Live Groove
5. Sector Shift II
6. Return To Sagittarius B
7. Deception Of The Thrush
8. X chayn jiZ
9. Sector Shift III
10. House I
11. ProjeKction
12. RF Announcement
13. VROOOM

March 24, 1998 House Of Blues, Los Angeles
1. Heavy ConstruKction
2. Vector Shift
3. Light ConstruKction
4. House I
5. The Deception Of The Thrush
6. Vector Shift To Planet Belewbeloid
7. X chayn jiZ
8. Sector Shift
9. Bass Groove
10. Contrary ConstruKction
11. VROOOM

April 7, 1998 Diamond Hall, Nagoya
1. Live Groove
2. Vector Shift
3. House I
4. Vector Drift
5. Light X chayn jiZ
6. The Deception Of The Thrush
7. Happy Hour On Planet Zarg
8. Sector Shift
9. Contrary ConstruKction

April 8, 1998 Heart Beat, Osaka
1. Heavy ConstruKction
2. Sector Drift
3. Live Groove
4. Vector Shift
5. Search For Sagittarius A
6. Sector Shift
7. House
8. The Deception Of The Thrush
9. Contrary ConstruKction

April 9, 1998 Blitz, Tokyo
1. Heavy ConstruKction
2. Vector Shift
3. Live Groove
4. Sector Shift
5. Searching For Planet Zarg
6. X chayn jiZ
7. Sector Drift
8. Searching For Low Life In Sector Q3
9. The Deception Of The Thrush
10. Contrary ConstruKction

April 10, 1998 Blitz, Tokyo
1. Heavy ConstruKction
2. Live Groove
3. Sector Patrol
4. X chayn jiZ
5. Vector Shift
6. VROOOM
7. Vector Shift
8. Contrary ConstruKction
9. The Deception Of The Thrush

April 16, 1998 Jazz Café, London
1. Heavy Construkction
2. Vector Shift To Planet Jazz Café I
3. Live Groove
4. Vector Shift To Planet Jazz Café II
5. X chayn jiZ
6. Deception Of The Thrush
7. Contrary ConstruKction
8. Vector Shift To Planet Jazz Café III
9. House I
10. VROOOM

April 18, 1998 Ronnie Scotts, Birmingham
1. Introductory Soundscape
2. House I
3. Vector Shift
4. Live Groove
5. Sector Drift
6. X chayn jiZ
7. The Deception Of The Thrush
8. Heavy ConstruKction
9. Sector Shift
10. Sector Drift Search
11. Distrubance In Sector Q 3
12. Sector Drift
13. Contrary ConstruKction
14. VROOOM

April 19, 1998 Ronnie Scotts, Birmingham
1. Vector Shift
2. Sector Q 3 Where Are You
3. Sus tayn Z
4. Live Groove
5. Sector Drift
6. The Search Continues For Life On Zarg
7. X chayn jiZ
8. Vector Shift
9. House
10. Heavy ConstruKction
11. Vector Shift
12. VROOOM
13. Contrary ConstruKction
14. The Deception Of The Thrush

May 1, 1998 9.30 Club, Washington D.C.
1. Vector Shift To Heavy ConstruKction
2. Heavy ConstruKction
3. Sus tayn Z
4. Vector Drift
5. X chayn jiZ
6. The Deception Of The Thrush
7. House I
8. Sector Patrol
9. Contrary ConstruKction
10. VROOOM

May 2, 1998 Bohager's, Baltimore
1. Introductory Soundscape
2. House I
3. Heavy ConstruKction
4. Vector Drift
5. Light ConstruKction
6. Live Groove
7. X chayn jiZ
8. Sector Patrol
9. Vector Shift To Planet Belewbeloid
10. Contrary ConstruKction
11. The Deception Of The Thrush
12. VROOOM

May 3, 1998 Ballroom At The Bellevue, Philadelphia
1. Introductory Soundscape
2. Contrary ConstruKction
3. Sus tayn Z
4. Vector Shift
5. Light ConstruKction
6. X chayn jiZ
7. The Deception Of The Trush
8. Heavy ConstruKction
9. Sector Patrol
10. House

May 4, 1998 Toad's Place, New Haven
1. Vector Shift
2. Heavy ConstruKction I
3. Vector Shift
4. Live Groove
5. Vector Drift
6. Light ConstruKction
7. X chayn jiZ
8. Heavy ConstruKction II
9. Sector Patrol
10. Contrary ConstruKction
11. The Deception Of The Trush
12. VROOOM

May 6, 1998 Irving Plaza, New York
1. Vector Shift To Heavy ConstruKction
2. Heavy ConstruKction
3. Sus tayn Z
4. Light ConstruKction
5. Vector Shift To Planet NYC I
6. X chayn jiZ
7. Introductory Soundscape
8. Heavy ConstruKction
9. The Deception Of The Trush
10. Vector Shift To Planet Zarg
11. Vector Shift To Planet Belewbeloid
12. Contrary ConstruKction
13. VROOOM
14. Live Groove

May 7, 1998 Irving Plaza, New York
1. Introductory Soundscape
2. House I
3. Heavy ConstruKtion
4. Vector Shift To Planet NYC II
5. X chayn jiZ
6. Sus tayn Z
7. The Deception Of The Thrush
8. House II
9. Vector Shift To Planet Belewbeloid
10. Vector Shift To Happy Hour On Planet Zarg
11. Vector Shift To Contrary ConstruKction
12. Contrary ConstruKction
13. VROOOM

May 8, 1998 Valentines, Albany
1. Vector Shift
2. Fast ConstruKction
3. Sus tayn Z
4. Vector Shift
5. Could There Be Life On Zarg
6. X chayn jiZ
7. Heavy ConstruKction
8. The Deception Of The Thrush
9. Sector Shift
10. Vector Shift To Planet Belewbeloid
11. Vector Shift
12. Contrary ConstruKction
13. VROOOM

May 9, 1998 Inter Media Arts Centre, Huntington
1. Introductory Soundscape
2. House I
3. Heavy ConstruKction
4. Vector Shift To Planet Belewbeloid
5. Vector Drift
6. Could There Be Life On Zarg
7. Sus tayn Z
8. House II
9. Space ConstruKction
10. The Deception Of The Thrush
11. X chayn jiZ
12. Contrary ConstruKction
13. VROOOM

May 30, 1998 Bogart's, Cincinnati
1. Sector Shift
2. House I
3. Live Groove
4. Vector Shift
5. Vector Shift To Planet Belewbeloid
6. Light ConstruKction
7. Heavy ConstruKction
8. The Deception Of The Thrush
9. X chayn jiZ
10. Vector Patrol
11. Contrary ConstruKction
12. Dinosaur
13. VROOOM

May 31, 1998 Newport Music Hall, Columbus
1. Introductory Soundscape
2. Slow House
3. Sus tayn Z
4. Sector Drift
5. Vector Shift To Planet Belewbeloid
6. Light ConstruKction
7. Heavy ConstruKction
8. Young Lions
9. Men In Helicopters
10. Contrary ConstruKction
11. Vector Patrol
12. X chayn jiZ
13. The Deception Of The Thrush
14. Dinosaur
15. VROOOM

June 1, 1998 I.C. Light Music Tent, Pittsburgh
1. Introductory Soundscape
2. Vector Shift
3. Sus tayn Z
4. Live Groove
5. Vector Shift To Planet Belewbeloid
6. Light ConstruKction
7. Heavy ConstruKction
8. The Deception Of The Thrush
9. X chayn jiZ
10. Vector Shift
11. Contrary ConstruKction
12. Dinosaur
13. VROOOM

June 2, 1998 Odeon, Cleveland
1. Vector Shift To Planet Cleveland I
2. House II
3. X chayn jiZ
4. Vector Shift To Planet Belewbeloid
5. Light ConstruKction
6. Heavy ConstruKction
7. Sus tayn Z
8. Sus tayn Z Reprise
9. Contrary ConstruKction
10. Vector Shift To Planet Cleveland II
11. House
12. Deception Of The Thrush
13. Dinosaur
14. VROOOM

June 4, 1998 Park West, Chicago
1. Vector Shift To Planet Chicago
2. House II
3. X chayn jiZ
4. Sector Shift
5. Vector Shift To Planet Belewbeloid
6. Light ConstruKction
7. Contrary ConstruKction
8. Sus tayn Z
9. Vector Shift And Search For Planet Chicago
10. House I
11. Heavy ConstruKction
12. The Deception Of The Thrush
13. RF Announcement
14. Dinosaur
15. VROOOM

June 5, 1998 Park West, Chicago
1. Vector Shift To Planet Chicago I
2. Live Groove
3. Heavy ConstruKction
4. Vector Shift To Planet Belewbeloid
5. Light ConstruKction
6. Sus tayn Z
7. Deception Of The Thrush
8. X chayn jiZ
9. Vector Shift To Planet Chicago II
10. House II
11. Contrary ConstruKction
12. Dinosaur
13. VROOOM

June 7, 1998 Majestic Theatre, Detroit
1. Vector Shift
2. Live Groove
3. Heavy ConstruKction
4. Vector Shift To Planet Belewbeloid
5. Light ConstruKction
6. Sus tayn Z
7. Deception Of The Thrush
8. X chayn jiZ
9. Vector Shift
10. Contrary ConstruKction
11. Dinosaur
12. VROOOM

June 28, 1998 Somerville Theatre, Somerville
1. Introductory Soundscape
2. House I
3. Sus tayn Z
4. Vector Shift To Planet Belewbeloid
5. Light ConstruKction
6. Contrary ConstruKction
7. Heavy ConstruKction
8. Vector Shift To Plante Somerville
9. House II
10. X chayn jiZ
11. The Deception Of The Thrush
12. Dinosaur
13. VROOOM

June 30, 1998 Old Lantern, Charlotte
1. Live Groove
2. Heavy ConstruKction
3. Vector Shift To Planet Belewbeloid
4. Light ConstruKction
5. Sus tayn Z
6. Men In Helicopters
7. Lone Rhinoceros
8. Matte Kudasai
9. Three Of A Perfect Pair
10. The Deception Of The Thrush
11. X chayn jiZ
12. Vector Shift To Planet Charlotte
13. House I
14. House II
15. Dinosaur
16. VROOOM

July 1, 1998 Pearl Street, Northampton
1. Vector Shift
2. House I
3. X chayn jiZ
4. Sector Shift
5. Vector Shift To Planet Belewbeloid
6. Light ConstruKction
7. Heavy ConstruKction
8. Young Lions
9. Men In Helicopters
10. Three Of A Perfect Pair
11. The Deception Of The Thrush
12. Sus tayn Z
13. Vector Shift
14. Slow House
15. Contrary ConstruKction
16. Dinosaur
17. VROOOM
18. 21st Century Schizoid Man

July 3, 1998 Talkhouse, Amagansett
1. Vector Shift
2. Live Groove
3. X chayn jiZ
4. Vector Shift
5. Vector Shift To Planet Belewbeloid
6. Light ContruKction
7. Heavy ConstruKction
8. Lone Rhinoceros
9. Men In Helicopters
10. Young Lions
11. Matte Kudasai
12. Three Of A Perfect Pair
13. The Deception Of The Thrush
14. Sus tayn Z
15. Sector Drift
16. Slow House
17. Contrary ConstruKction
18. VROOOM
19. 21st Century Schizoid Man

July 6, 1998 The Government, Toronto
1. Announcement
2. Introductory Soundscape
3. House I
4. Sus tayn Z
5. Vector Drift
6. Vector Shift To Planet Belewbeloid
7. Light ConstruKction
8. Heavy ConstruKction
9. Young Lions
10. Men In Helicopters
11. Matte Kudasai
12. Three Of A Perfect Pair
13. The Deception Of The Thrush
14. X chayn jiZ
15. Vector Shift
16. Slow House
17. Contrary ConstruKction
18. Dinosaur
19. VROOOM
20. 21st Century Schizoid Man

July 8, 1998 Metropolis, Montreal
1. Introductory Soundscape
2. Live Groove
3. Heavy ConstruKction
4. Sector Drift
5. Sector Shift To Planet Belewbeloid
6. Light ConstruKction
7. Slow House To House I
8. Young Lions
9. Lone Rhinoceros
10. Matte Kudasai
11. Men In Helicopters
12. Three Of A Perfect Pair
13. The Deception Of The Thrush
14. Sus tayn Z
15. X chayn jiZ
16. Contrary ConstruKction
17. Dinosaur
18. VROOOM
19. 21st Century Schizoid Man

#### Disc 23: Blu-ray disc – The ReconstruKction Of Light / The Power To Believe
The ReconstruKction Of Light (2019 Mixes)
1. ProzaKc Blues
2. The ConstruKction Of Light
3. Into The Frying Pan
4. FraKctured
5. The World’s My Oyster Soup Kitchen Floor Wax Museum
6. Larks' Tongues In Aspic Part IV
7. Coda: I Have A Dream
8. Heaven And Earth

The ConstruKction Of Light (2000)
1. ProzaKc Blues
2. The ConstruKction Of Light
3. Into The Frying Pan
4. FraKctured
5. The World’s My Oyster Soup Kitchen Floor Wax Museum
6. Larks' Tongues In Aspic Part IV
7. Coda: I Have A Dream
8. Heaven And Earth

The Power To Believe (2019 Master)
1. The Power To Believe I: A Cappella
2. Level Five
3. Eyes Wide Open
4. EleKtriK
5. Facts Of Life: Intro
6. Facts Of Life
7. The Power To Believe II
8. Dangerous Curves
9. Happy With What You Have To Be Happy With
10. The Power To Believe III
11. The Power To Believe IV: Coda

Bonus Tracks
1. Sus-tayn-Z I
2. Superslow
3. Sus-tayn-Z II

The Power To Believe (2003)
1. The Power To Believe I: A Cappella
2. Level Five
3. Eyes Wide Open
4. EleKtriK
5. Facts Of Life: Intro
6. Facts Of Life
7. The Power To Believe II
8. Dangerous Curves
9. Happy With What You Have To Be Happy With
10. The Powert To Believe III
11. The Power To Believe IV: Coda

Additional Material:
Happy With What You Have To Be Happy With
1. Bude
2. Happy With What You Have To Be Happy With
3. Mie Gakure
4. She Shudders
5. Eyes Wide Open (Acoustic Version)
6. ShoGaNai
7. I Ran
8. Potato Pie
9. Larks' Tongues In Aspic Part IV
10. Clouds
11. Einstein's Relatives

Level Five
1. Dangerous Curves
2. Level Five
3. Virtuous Circle
4. The ConstruKction Of Light
5. The Deception Of The Thrush
6. Improv: ProjeKct X

Live At The Shepherd's Bush Empire, London July 3, 2000
1. Into The Frying Pan
2. The ConstruKction Of Light
3. VROOOM
4. One Time
5. London Improv 1: Blasticus SS Blastica
6. Dinosaur
7. The World’s My Oyster Soup Kitchen Floor Wax Museum
8. London Improv 2: Blasticum
9. Cage
10. ProzaKc Blues
11. Larks' Tongues In Aspic Part IV
12. Three Of A Perfect Pair
13. The Deception Of The Thrush
14. Sex Sleep Eat Drink Dream
15. Heroes

EleKtriK, Live At Kouseinenkin Kaikan, Tokyo April 16, 2003
1. Introductory Soundscape
2. The Power To Believe I: A Cappella
3. Level Five
4. ProzaKc Blues
5. The ConstruKction Of Light
6. Happy With What You Have To Be Happy With
7. EleKtriK
8. One Time
9. Facts Of Life
10. The Power To Believe II Power CIrcle
11. Dangerous Curves
12. Larks' Tongues In Aspic Part IV
13. The Deception Of The Thrush
14. The World’s My Oyster Soup Kitchen Floor Wax Museum

Video Content
1. Studio Tour

#### Disc 24: Blu-ray disc – Bootleg TV – Europe 2000
Video Content
King Crimson
May 27 & 28, 2000 Amager Bio, Copenhagen
1. Larks' Tongues In Aspic, Part IV
2. Improv:Copenhagen

May 31, 2000 Columbia, Berlin
1. FraKctured
2. One Time
3. Improv: Berlin
4. The Deception Of The Trush

June 2, 2000 Serenadenhof, Nurnberg
1. Dinosaur
2. Improv: Nurnberg
3. Three Of A Perfect Pair

June 3, 2000 Liederhalle, Stuttgart
1. ProzaKc Blues
2. FraKctured
3. Improv: Stuttgart

June 4, 2000 Circus Krone, Munich
1. Into The Frying Pan
2. Improv: Munich
3. The World’s My Oyster Soup Kitchen Floor Wax Museum

June 6, 2000 Museumsplatz, Bonn
1. The ConstruKction Of Light
2. FraKctured
3. The World’s My Oyster Soup Kitchen Floor Wax Museum
4. Improv: Bonn

June 7, 2000 Stadthalle, Offenbach
1. Sex Sleep Eat Drink Dream
2. Improv: Offenbach
3. Cage
4. The Deception Of The Thrush

June 9, 2000 Arena, Poznan
1. Improv: Poznan 1
2. VROOOM
3. Improv: Poznan 2
4. Cage

June 10, 2000 Roma, Warsaw
1. Improv: Warsaw 1
2. The Deception Of The Thrush

June 11, 2000 Roma, Warsaw
1. ProzaKc Blues
2. The ConstruKction Of Light
3. Improv: Warsaw 2
4. The Deception Of The Thrush
5. Improv: Prague 1
6. VROOOM
7. Lights Please

June 13, 2000 Archa Theatre, Prague
1. Improv: Prague 2
2. Larks' Tongues In Aspic Part IV

June 14, 2000 Haus Auensee, Leipzig
1. Improv: Leipzig 1
2. Into The Frying Pan
3. Improv: Leipzig 2

June 20, 2000 Piazza Cima, Conegliano
1. The World’s My Oyster Soup Kitchen Floor Wax Museum
2. Improv: Cinegliano
3. Sex Sleep Eat Drink Dream

June 21, 2000 L'Ampiteatro, Gardone Riviera
1. The ConstruKction Of Light
2. Improv: Gardone Riviera 1
3. Dinosaur
4. Improv: Gardone Riviera 2

June 22, 2000 Campo del Amicizia, Legnano
1. Improv: Legnano 1
2. One Time
3. FraKctured
4. Improv: Legnano 2

June 23, 2000 Citta Della Musica, Rome
1. Improv: Rome 1
2. Larks' Tongues In Aspic Part IV
3. Cage
4. The World’s My Oyster Soup Kitchen Floor Wax Museum
5. Improv: Rome 2

June 25, 2000 Olympia, Paris
1. ProzaKc Blues
2. Improv: Paris
3. Larks' Tongues In Aspic Part IV

June 27, 2000 Zeleste, Barcelona
1. Into The Frying Pan
2. Improv: Barcelona 1
3. Sex Sleep Eat Drink Deam
4. The World’s My Oyster Soup Kitchen Floor Wax Museum
5. Improv: Barcelona 2

June 28, 2000 Teatro Kursaal, San Sebastian
1. Improv: San Sebastian
2. Three Of A Perfect Pair
3. The Deception Of The Thrush

June 29, 2000 Riviera, Madrid
1. Improv: Madrid 1
2. The World’s My Oyster Soup Kitchen Floor Wax Museum
3. Improv: Madrid 2
4. Heroes